# Gorze (Mosel)
Die Gorze ist ein kleiner Fluss im Nordosten von Frankreich, der im Département Moselle der Region Grand Est südwestlich der Stadt Metz verläuft.

## Geographie

### Verlauf
Die Gorze entspringt im Gemeindegebiet von Rezonville-Vionville und wird hier auch noch manchmal Ruisseau de Flavigny genannt. Sie entwässert nach einem anfänglichen Bogen über Südwest generell Richtung Südosten durch den Regionalen Naturpark Lothringen und mündet nach rund 18 Kilometern im Gemeindegebiet von Novéant-sur-Moselle als linker Nebenfluss in die Mosel. Im Oberlauf verschwindet die Gorze zwischen Tronville und Gorze auf einer Länge von etwa sechs Kilometern weitgehend im karstigen Untergrund. Im Unterlauf quert sie den Kanal Moselle canalisée, der hier die Mosel begleitet.

### Durchquerte Gemeinden
(Reihenfolge in Fließrichtung)
- Rezonville-Vionville
- Tronville
- Chambley-Bussières (im Untergrund)
- Gorze
- Novéant-sur-Moselle